# Elektrisk kontakt
 For alternative betydninger, se Kontakt. (Se også artikler, som begynder med Kontakt)
En elektrisk kontakt er et komponent som kan tænde eller slukke en enhed.

## Mekaniske kontakter
En elektrisk kontakt er en komponent som kan bryde og/eller slutte en elektrisk forbindelse mellem 2 elektriske forbindelser.
De 2 vigtigste egenskaber er at kontaktens indre modstand i sluttet tilstand er så lille som muligt (måles i milliohm), og at den kan bære den strøm, der skal bruges. Her er det kritiske punkt det øjeblik, hvor strømmen afbrydes, da der vil være tendens til at der dannes en lysbue i kontakten. Denne vil 'brænde' overfladen på kontaktpunkterne og forringe kontaktmodstanden. Ved fornuftigt valg af materialer og design kan disse faktorer minimeres.
I lavspændingskontakter til digital elektronik er prel det store problem: At kontaktpunkterne ved fjedervirkningen slår mod hinanden et par gange før forbindelsen endelig er etableret. Det sker på få millisekunder, men kan få alvorlige følger, hvis det f.eks. er indgangen til et tællekredsløb, der så tæller for mange pulser. Her kan design hjælpe lidt, men det mest ideelle er et lille kredsløb efter kontakten, der udelukker disse korte ekstrapulser.

## Faststofkontakter
Kontakterne kan være faststofkontakter som f.eks. transistorer (bipolar, MOSFET...) og dioder.